# Khan Chittenden
Khan Chittenden (ur. 1983) – australijski aktor, znany z serialu Na wysokiej fali.
Swoje początki jako aktor pamięta z Coromandel Peninsula, gdzie uczył się grać, publicznie wypowiadać i zaczął występować w programach dla magików. Grał między innymi w serialu telewizyjnym Na wysokiej fali „Blue Water High”.

## Życiorys
Khan Chittenden urodził się w 1983 roku w Nowej Zelandii. Mając 11 lat wyemigrował do Perth (Australia) razem z matką i młodszym bratem. Dzieciństwo spędził w Nowej Zelandii, gdzie w szkole chodził do klasy dramatu. Uczęszczał do Western Australian Academy of Performing Arts. Był „surferem” przez 8 ostatnich lat.

## Filmografia
- Na wysokiej fali „Blue Water High” jako Dean „Edge” Edgley (2005)
- „The Gift” (program telewizyjny) (1997)
- „The Alice” (2005)
- „Caterpillar Wish” (2006)
- „Wobbegong” (2006)
- „Dangerous” (program telewizyjny) (2007)
- „Clubland” (2007)
- „West” (2007)